# Passovia rufa
Passovia rufa är en tvåhjärtbladig växtart som först beskrevs av Carl Friedrich Philipp von Martius, och fick sitt nu gällande namn av Kuijt. Passovia rufa ingår i släktet Passovia och familjen Loranthaceae. Inga underarter finns listade i Catalogue of Life.